# El Porteño (revista argentina)
El Porteño es el nombre de una revista cultural argentina, fundada y creada y dirigida por Gabriel Levinas. Entre los fundadores podemos citar a   Miguel Briante , Jorge Di Paola, María Moreno, Alfredo Baldo y Alejandra Lutteral,  Si bien el primer número salió en enero del año 1982  , la revista salió hasta el año 1993.
Se especializó en temas poco conocidos para entonces como los pueblos originarios,  las libertades sexuales, los derechos humanos y civiles , la ecología o la anti-psiquiatría de Alfredo Moffatt. También le otorgaba un espacio importante al arte, arriesgando y abriendo territorios relacionados con nuevos estilos de vida y de arte.

## Trayectoria
La primera editorial, en plena época de la dictadura, tocó el tema novedoso en ese momento de los aborígenes argentinos. Se ocupó de las comunidades indígenas, no desde el punto de vista antropológico sino informativo, contando cómo vivían quienes habitaban originariamente la tierra Argentina y qué había pasado con sus culturas y sus identidades. Comenzando con una pequeña expedición a El Impenetrable en el Chaco. La fotografía estaba a cargo de Alejandra Lutteral y Alfredo Baldo era el jefe de arte. 
El primer número de esta revista apareció en enero de 1982, «en momentos en que el régimen militar  había comenzado a debilitar sus medidas represivas sobre el campo cultural y variadas expresiones comenzaban a pronunciarse sobre los problemas que se presentaban como políticamente significativos, a comienzos de los años ochenta».
La revista, que tenía una frecuencia mensual, fue revolucionaria para su época por los temas que tocaba y desapareció en 1993 durante la democracia. Se trataba fundamentalmente de una revista opositora al régimen militar imperante. 
Sus tapas fueron muy famosas, en la portada del número 22 de octubre de 1983 apareció la foto de Hebe de Bonafini.
De 1985 a 1987 fue dirigida por Jorge Lanata y Ernesto Tiffenberg, como parte de una cooperativa que se hizo cargo de la revista tras la partida de Gabriel Levinas, el jefe de arte y diseñador de las tapas pasó a ser Eduardo Rey.
El suplemento «Cerdos y Peces» era tan revolucionario que llegó a proponer la legalización de la marihuana y trataba temas como la homosexualidad. Fue la primera revista en investigar la represión homosexual en la Argentina durante el Proceso de Reorganización Nacional. Con el tiempo se convirtió en un símbolo de la contracultura en Argentina, destapando los temas de la marginalidad: los homosexuales, los drogadictos, los ladrones, los marginados, etc, y sus números pasaron a ser objeto de colección.
Estaba dirigido por Enrique Symns:

El primer número de Cerdos & Peces salió como suplemento de El Porteño en agosto del ’83; todavía estaba Bignone. En la tapa pusimos la foto de dos amigos pidiéndole fuego a un policía para prenderse un porro. “Legalizar la marihuana”, era el título. Al día siguiente nos pusieron una bomba en la redacción, dos kilos de trotyl. Salimos un año como suplemento.

Allí colaboraron Jorge Gumier Maier, Néstor Perlongher, Daniel Molina, Rodolfo Fogwill, Daniel Muchnik, Eduardo Aliverti, Julio Ramos, Jorge Lanata, Rubén Furman, Oscar Steimberg, Daniel Otero, Eduardo Santín, Eduardo Blaustein, Ricardo Horvath, Agusto Conte, Emilio Mignone, Hugo Monzón, Ernesto Tiffenberg, María Eugenia Estenssoro, Daniel Jurjo, María Moreno, Gerardo Yomal, Diana Sperling, José Federico Westerkamp, Gustavo Wagner, Rodolfo Terragno, Fernando Almirón y Osvaldo Baigorria. En el año 2000 se publicó nuevamente la revista el Porteño durando únicamente 9 meses en la calle por falta de financiación.

La característica de El Porteño eran las investigaciones con denuncias y una búsqueda continua de nuevas voces y de actores sociales poco conocidos. Estos ingredientes se volcaban sobre un formato que combinaba cierto desparpajo en la manera de enfocar la realidad con la mejor literatura. Algo que la prensa norteamericana ya había bautizado como "nuevo periodismo", para diferenciarlo de los cánones clásicos de la gran prensa y el formato agenciero.

Justo antes de las elecciones presidenciales de 1983, las primeras elecciones democráticas durante la dictadura del Proceso de Reorganización Nacional la redacción de la revista voló con una bomba.